# كريستيانا فولبيوس
كانت جوانا كريستيانا صوفي فولبيوس فون غوته (1 يونيو 1765 - 6 يونيو 1816) عشيقة يوهان فولفغانغ فون غوته لفترة طويلة وأصبحت لاحقًا زوجته.

## السيرة الذاتية
أمضت فولبيوس طفولتها في لوثرغاس، إحدى أقدم مناطق فايمار. كان أسلافها من الأب أكاديميين لعدة أجيال. انحدرت، من جهة والدتها، من عائلة من الحرفيين. كان والدها، يوهان فريدريك فولبيوس (1725–1786)، الذي عمل أمين أرشيف (أي ناسخ ملفات) في فايمار، قد درس القانون لبضعة فصول دراسية لكنه ترك الكلية بعد ذلك. كان أجر منصبه زهيدًا، وقاست الأسرة المكونة من ستة أطفال ظروفًا صعبة. ضحّى والدها بكل شيء لتمكين ابنه الأكبر كريستيان أوغست من مواصلة تعليمه؛ كبر ليصبح كاتبًا للروايات والمسرحيات التاريخية الشعبية.
أُجبرت فولبيوس على العمل خادمة بعد أن طُرد والدها من وظيفته. عملت في ورشة تنظيف صغيرة مملوكة لكارولين بيرتوش في فايمار، في منزل يملكه شقيقها فريدريك جاستن بيرتوش، وهو ناشر معروف وراع للفنون. لم تكن فولبيوس عاملة منتظمة بل كانت واحدة من «فتيات الطبقة المتوسطة العاطلات» (unbeschäftigten Mädchen der mittleren Classen) اللاتي عملن هناك.
بات يوهان فولفغانغ فون غوته على علم بمشاكل الأسرة من خلال طلبهم للمساعدة. التقى غوته البالغ من العمر 39 عامًا في 13 يوليو 1788، بفولبيوس البالغة من العمر 23 عامًا في حديقة دير إيلم، حيث سلّمته التماسًا نيابة عن شقيقها كريستيان اوجست. دافع غوته لاحقًا عدة مرات عن صهره المستقبلي.
بدأت علاقة حب عاطفية في ذلك الصيف بين غوته وفولبيوس. ألهمت سعادتهم غوته لكتابة قصائده المبهجة والمثيرة، بدءًا بالمرثيات الرومانية - التي لا تقتصر على عكس عمله الأدبي رحلة إيطالية الذي كتبه من عام 1786 إلى 1788، ولكن أيضًا علاقته بفولبيوس – وتُوجت هذه الرحلة الشعرية بقصيدة «معثور عليه» ومطلعها («مرة ذهبت إلى الغابة وحدي... »).
وُلد طفلهما الأول في 25 ديسمبر 1789، وهو يوليوس أوغست فالتر فون غوته. تبعه أربعة أطفال آخرين، ماتوا جميعًا وهم رضع: مات أولهم -إما وُلد ميتًا وإما مات مباشرة بعد الولادة- (14 أكتوبر 1791)؛ وكارولين (التي وُلدت في 24 نوفمبر 1793، وتوفيت في 4 ديسمبر 1793، عن عمر يناهز 10 أيام)؛ وكارل (من مواليد 1 نوفمبر 1795، الذي توفي في 18 نوفمبر 1795، وعمره 17 يومًا)؛ وكاثرينا (التي وُلدت وتوفيت في 18 ديسمبر 1802).
واجه الثنائي غير المتزوج الرفض على عدة جبهات. رفضت محكمة فايمار والمجتمع (وخاصة بيتينا فون أرنيم برينتانو) العلاقة باعتبارها غير شرعية وغير لائقة. اضطر غوته ف مرحلة معينة لمغادرة منزله - المعروف باسم «فراونبلان هاوس» (Haus am Frauenplan) - في وسط فايمار والانتقال مؤقتًا إلى ليغرهاوس في شارع ماريين بسبب الفضيحة.
استقبلت مدينة فايمار ضربة موجعة بعد انتصار نابليون في معركة معركة يينا-أويرشتيد في أكتوبر 1806. عندما نهب الجنود الفرنسيون المدينة، تعرض منزل فراونبلان للتهديد. وقفت فولبيوس للجنود الغزاة بشجاعة وتمكنت من وقف أعمال النهب حتى تلقى غوته الحماية الرسمية من القائد الفرنسي. تزوج غوته وفولبيوس أخيرًا بعد بضعة أيام، في 19 أكتوبر 1806، في خزانة كنيسة ياكوبسكيرشه.
قبل مجتمع فايمار فولبيوس على مضض حتى بعد زواجها وبصفة «سكرتيرة غوته». طلب غوته من الأرملة الثرية جوانا شوبنهاور (والدة الفيلسوف آرثر شوبنهاور)، في محاولة لتلطيف الأجواء، أن تقدم له دعوة رسمية لتناول الشاي. فعلت ذلك مع ملاحظة: «إذا أعطاها غوته اسمه، أعتقد أنه يمكننا أن نقدم لها كوبًا من الشاي».
تكشف رسائل فولبيوس إلى زوجها عن منطقها السليم بالإضافة إلى فجوات معينة في تعليمها. كانت مرحة وعملية ومفعمة بالحياة في اعتنائها بالمنزل الممتد: فقد تولت جميع المسائل العقارية بعد وفاة والدة غوته، كاتارينا إليزابيث غوته، في فرانكفورت أم ماين. استمتعت بحضور المناسبات الاجتماعية والحفلات الراقصة والمسرح في فايمار بالإضافة إلى مواقع أخرى، كباد لاوخشتيت، حيث قدمت فرقة فايمار المسرحية عروضها طوال فصل الصيف. كان لدى فولبيوس حس جمالي قوي، وأخذ غوته برأيها في بعض الأحيان. ذكر أنه لم ولن يستطيع الاستمرار في العمل المسرحي في باد لاوخشتيت من دونها. صنع نحات بلاط فايمار، كارل غوتليب فايسر، تمثالًا نصفيًا لفولبيوس خلال الفترة منذ 1811 إلى 1812؛ وُضعت نسخة برونزية في جناح حديقة باد لاوخشتيت، المصممة خصيصًا لعرضها.
تدهورت صحة فولبيوس مع تقدم العمر. من المحتمل أنها تناولت الكثير من الكحول كعادة زوجها وابنهما أوغست. أصيبت بسكتة دماغية في عام 1815. أصيبت بفشل كلوي في العام التالي، مصحوبًا بألم حاد. توفيت في 6 يونيو 1816، بعد أسبوع من المعاناة، عن عمر يناهز 51 عامًا. لم يتحدث غوته في جنازتها التي أقيمت في جاكوبسفريدهوف في فايمار. كتبت زوجة فريدريك شيلر، شارلوت فون لينغفيلد، عن غوته بعد وفاة فولبيوس، «انتحب الرجل المسكين بمرارة. ويحزنني أنه ذرف الدموع على مثل هذه الأشياء». اكتُشف قبرها، الذي ظل مجهولًا مكانه لعقود، في عام 1888 مع شاهد قبر مناسب، إذ نُقشت عليه أبيات وداع غوته: «تبغين يا شمسُ وما الفائدة / أن تشرقي وتقشعي السحب المظلمة! / كل مكسبي من بعدها / البكاء على أفول شمسها».